# Nietoperek (przystanek kolejowy)
Nietoperek – przystanek kolejowy na linii nr 375 w Nietoperku, w gminie Międzyrzecz, w województwie lubuskim, w Polsce.